# Rodés (Avairon)
Rodés (en francès Rodez) és una ciutat i municipi francès, situat al departament de l'Avairon i a la regió d'Occitània. L'any 2014 tenia 24 088 habitants. La seva aglomeració té 56 000 habitants.
És centre de mercats i hi ha fabricació de guants i plàstics. Conserva algunes restes romanes (amfiteatre, aqüeducte) de l'antiga Segodunum, i belles mansions dels segles xv i xvi. La catedral gòtica, fou acabada al segle xvi. Fou centre del vescomtat de Rodés.

## Política i administració

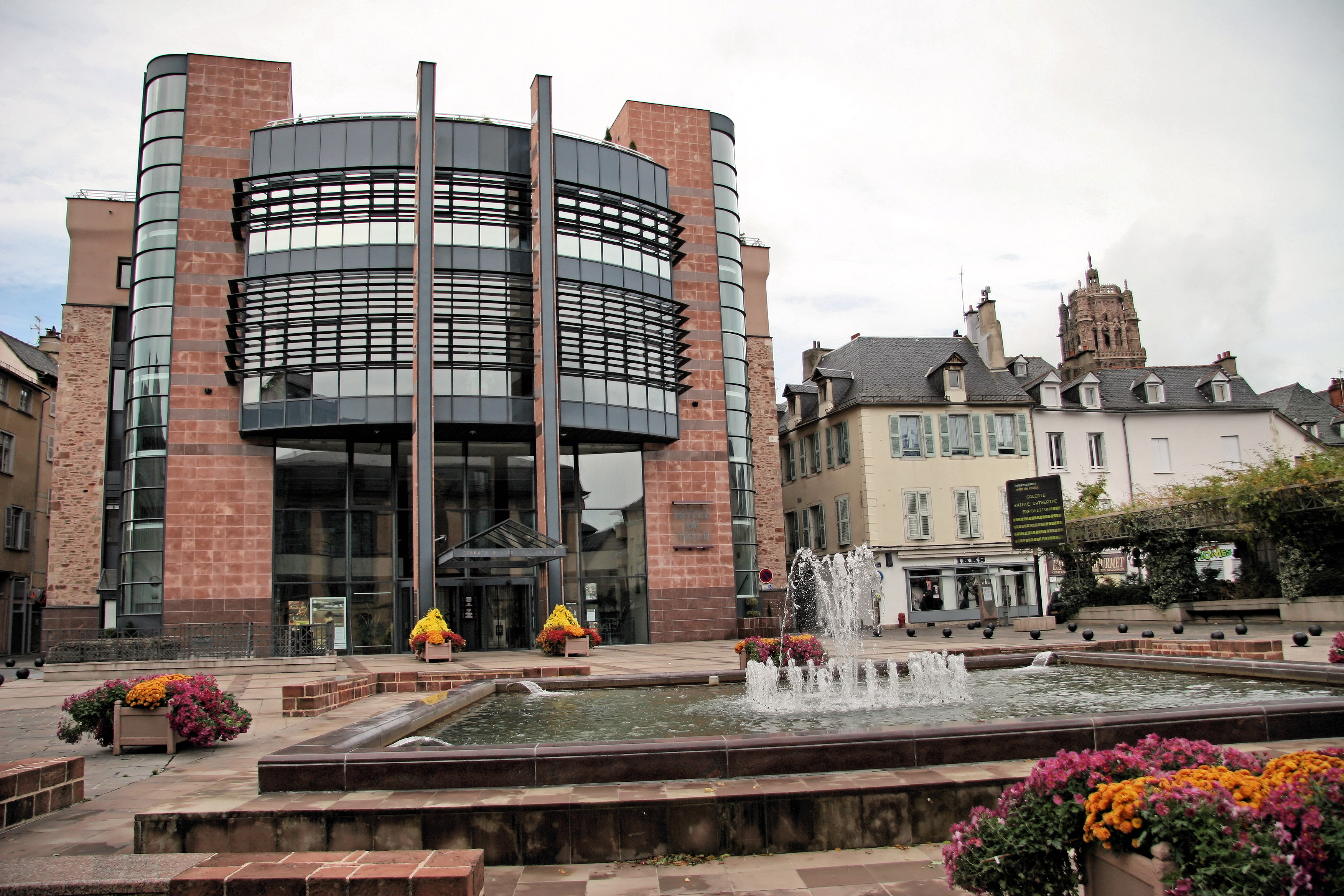
Ajuntament de la ciutat.

La ciutat està governada per un consell municipal composta per 35 membres elegits cada sis anys. L'alcalde és Christian Teyssèdre, de La República en marxa!, des del 2008.

## Demografia
| Evolució de la població Insee i EHESS |       |       |       |       |       |       |        |        |
| 1793                                  | 1800  | 1806  | 1821  | 1831  | 1836  | 1841  | 1846   | 1851   |
| 5 592                                 | 6 233 | 6 613 | 7 352 | 8 240 | 9 685 | 9 272 | 10 936 | 10 280 |

| 1856   | 1861   | 1866   | 1872   | 1876   | 1881   | 1886   | 1891   | 1896   |
| ------ | ------ | ------ | ------ | ------ | ------ | ------ | ------ | ------ |
| 10 877 | 11 856 | 12 037 | 12 111 | 13 375 | 15 333 | 15 375 | 16 122 | 16 303 |

| 1901   | 1906   | 1911   | 1921   | 1926   | 1931   | 1936   | 1946   | 1954   |
| ------ | ------ | ------ | ------ | ------ | ------ | ------ | ------ | ------ |
| 16 105 | 15 502 | 15 386 | 14 201 | 15 150 | 16 195 | 18 450 | 20 437 | 20 383 |

| 1962   | 1968   | 1975   | 1982   | 1990   | 1999   | 2006   | 2011   | 2016 |
| ------ | ------ | ------ | ------ | ------ | ------ | ------ | ------ | ---- |
| 20 924 | 23 328 | 25 550 | 24 368 | 24 701 | 23 707 | 24 028 | 23 794 | -    |

| 2019 | - | - | - | - | - | - | - | - |
| ---- | - | - | - | - | - | - | - | - |
| -    | - | - | - | - | - | - | - | - |

## Museus
- Museu Fenaille
- Museu de les Belles Arts Denys-Puech
- Museu Soulages

## Personatges il·lustres
- Pierre Soulages, pintor i gravador
- Bernard Laporte, jugador i entrenador de rugbi, polític i empresari
- Gaëtan Roussel, cantant i compositor
- Alexandre Geniez, ciclista